# Meremere
Meremere est une petite localité du nord de la région de Waikato dans l’Île du Nord de la Nouvelle-Zélande.

## Géographie
Elle est localisée sur la berge est du fleuve Waikato, à 50 kilomètres au nord de la ville d’Hamilton.

## Histoire
Meremere fut le site d’une bataille en 1863 durant Guerre des mousquets, à un moment où le secteur (alors connu sous le nom de Mere Mere) était le site d’un poste défensif du peuple Māori.

## Économie
Pendant un certain nombre d’années une centrale au charbon nommée Centrale thermique de Meremere (en) fonctionna à Meremere et beaucoup de travailleurs de force vivaient dans la ville. 
La centrale était la première centrale thermique de grande taille construite par le gouvernement, qui ouvrit en 1958 et constituait une caractéristique du paysage pour le voyageur circulant le long de la State Highway 1/S H 1, qui allait au-delà de la ville. 
Un téléphérique aérien transportait les blocs de charbon jusqu’à la centrale à partir de la mine de charbon de Maramarua. 
La centrale fut fermée en 1991 et un plan fut mis en place dans les années 1990 pour convertir la centrale en une installation de production d’énergie sans résidu, utilisant les ordures de la ville d’Auckland. 
Cette installation, connue comme le projet Olivine, ne se réalisa pas. 
Dans la période plus récente, des plans furent établis pour démanteler l’installation mais le maintien de la centrale avait été garanti pour une reprise et une autorisation de 10 ans est actuellement en place pour utiliser le site comme centre de recyclage.

## Population
La population de la ville est de façon prédominante, constituée de Māori ( à plus de 66 % selon le recensement de 2006 et a diminué considérablement jusqu’en 2001 mais augmente à nouveau depuis 2006. 
Lors du recensement de 2006 en Nouvelle-Zélande, la population était de 459 habitants, en augmentation de 105 personnes par rapport au recensement précédent de 1996.

## Piste d’accélération de dragster
Le Meremere Dragway était la seule installation permanent de Nouvelle-Zélande de course de dragster, elle est à proximité  et abrite de nombreux évènements de sports motorisés tout le long de l’année comprenant le Import All-Stars (en), «4&Rotary Nationals», «Nostalgia Drags » le «IHRA»,«Le Championnat et la Nuit des dragsters» («Nightspeed Dragwars»).  
De plus, un nouveau circuit de sport automobile a été construit le long de la  SH 1au sud de la ville de Meremereau niveau du parc de Hampton Downs (en).

## Panorama

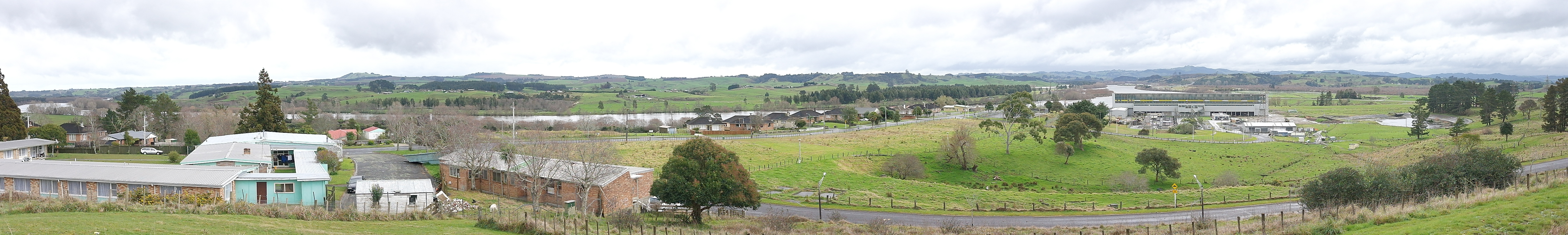
Panorama pris en 2012 du site historique du pā, faisant face à la route nationale et à la rivière avec la centrale qui est sur la droite.